# Resolução 69 do Conselho de Segurança das Nações Unidas
Resolução 69 do Conselho de Segurança das Nações Unidas, aprovada em 4 de março de 1949, tendo recebido e considerado o pedido de Israel para ser membro da Organização das Nações Unidas, o Conselho decidiu que, no acordo Israel era um Estado amante da paz e recomendou à Assembléia Geral que conceda a adesão de Israel.
Foi aprovada com 9 votos e 1 contra do Egito, e uma abstenção do Reino Unido.